# Samoa
Der Unabhängige Staat Samoa, kurz Samoa (zaˈmoːa; samoanisch Mālō Saʻoloto Tūtoʻatasi o Sāmoa, englisch Independent State of Samoa), ist ein Inselstaat in Polynesien, der den westlichen Teil der Samoainseln umfasst und deswegen – bis 1997 offiziell – auch Westsamoa (Sāmoa i Sisifo) genannt wurde. Der Staat erlangte 1962 als ehemaliges Treuhandgebiet der Vereinten Nationen seine Unabhängigkeit von Neuseeland. Zudem ist er Mitglied im Commonwealth of Nations. Der östlich davon liegende Teil der Region, Amerikanisch-Samoa, ist seit 1929 ein Außengebiet der Vereinigten Staaten.

## Geographie
Der unabhängige Inselstaat Samoa liegt im südwestlichen Pazifik nordöstlich von Fidschi und besteht aus mehreren Inseln. Die größten Inseln sind Savaiʻi (1708 km²) und Upolu (1118 km²) mit der Hauptstadt Apia und dem internationalen Flughafen. Dazu kommen die bewohnten Inseln Manono, Apolima und sechs Inseln, die bis auf eine kleine Ferienanlage auf Namua unbewohnt sind.
| Name      | Einw. (2021) | Fläche (km²) |
| --------- | ------------ | ------------ |
| Upolu     | 159.664      | 1125         |
| Savaiʻi   | 45.175       | 1694         |
| Manono    | 637          | 2,9          |
| Apolima   | 81           | 1,4          |
| Fanuatapu | unbewohnt    | 0,15         |

| Name       | Einw. (2021) | Fläche (km²) |
| ---------- | ------------ | ------------ |
| Namua      | unbewohnt    | 0,20         |
| Nuʻulopa   | unbewohnt    |              |
| Nuʻulua    | unbewohnt    | 0,25         |
| Nuʻusafeʻe | unbewohnt    | 0,02         |
| Nuʻutele   | unbewohnt    | 1,1          |

Samoa liegt komplett östlich des 180. Längengrades bei etwa 172° West. Trotzdem ist der Staat ganzjährig der Zeitzone UTC+13 zugeordnet, wodurch ein Versatz der Datumsgrenze nach Osten entsteht und Samoa somit westlich dieser Grenze liegt. 1892 wechselte die Zuordnung des Gebiets auf die östliche Seite der Datumsgrenze (Verdoppelung des 4. Juli), 2011 erfolgte die Rückkehr (Ausfall des 30. Dezembers).

### Geologie
Die größeren Inseln sind vulkanischen Ursprungs und von schroffen, dicht bewachsenen Berghängen gekennzeichnet. Höchster Berg ist mit etwa 1858 m der Vulkan Silisili auf Savaiʻi. Die kleineren Inseln sind aus Korallenriffen entstanden. 

### Klima

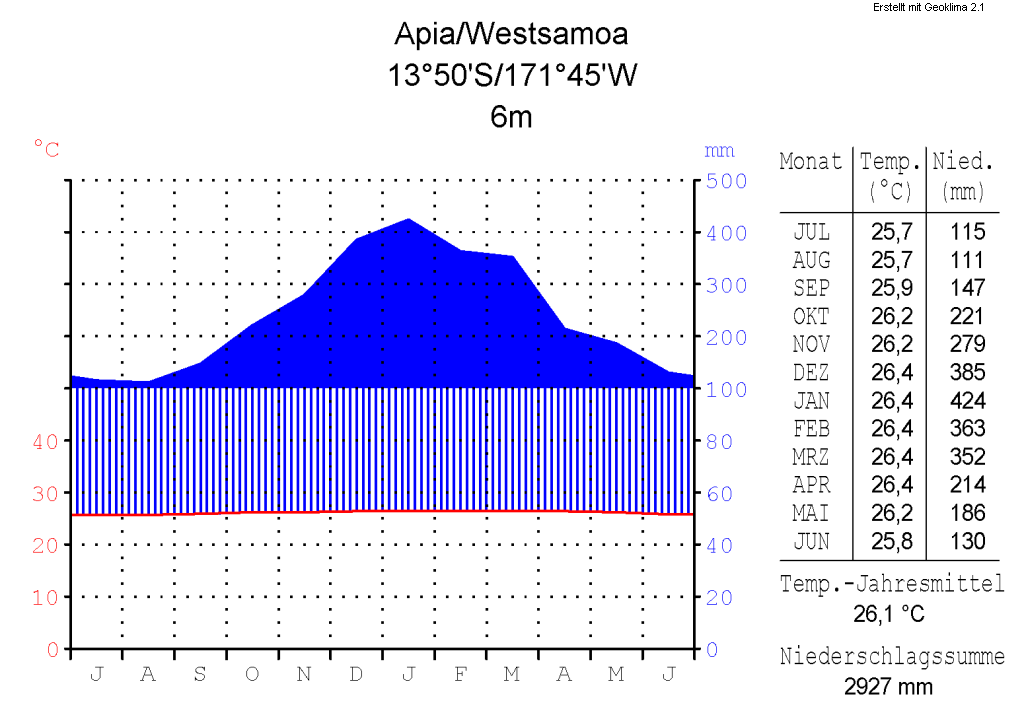
Klimadiagramm von Apia

Das Klima ist tropisch-ozeanisch mit einer Trocken- und einer Regenzeit (November bis April) (Typ Af nach Köppen). Es weht ein beständiger Südost-Passat. Die Temperatur schwankt von 20 °C bis 30 °C und beträgt im Durchschnitt 27 °C. Die jährliche Niederschlagsmenge beträgt 2870 Millimeter, davon allein 1900 Millimeter von Oktober bis März. Auch wenn Samoa nicht in der Haupteinfallslinie der Hurrikane liegt, wird es doch gelegentlich von schweren Stürmen getroffen.
Da nachts wohl die Temperatur, aber nicht die Luftfeuchte sinkt, ist die Mehrzahl der Nächte als „drückend“ und „miserabel“ klassifiziert.

## Bevölkerung

Bevölkerungsentwicklung, Fertilitäts- und Nettoreproduktionsraten von 1950 bis 2021; Prognose der Bevölkerungsentwicklung bis 2032; Schätzung der Vereinten Nationen 2022
Blaue Kurve (linke Y-Achse): Gesamtbevölkerung jeweils zum 1. Juli in Tausend
Blaue gepunktete Kurve (linke y-Achse): Gesamtbevölkerung jeweils zum 1. Juli in Tausend, „Mittlere Prognose“ („Medium variant“)
Rote Kurve (rechte y-Achse): Gesamtfruchtbarkeitsrate (Lebendgeburten pro Frau)
Gelbe Kurve (rechte y-Achse): Nettoreproduktionsrate (überlebende Töchter pro Frau)

Die Bevölkerung Samoas setzt sich aus etwa 92,5 Prozent Samoanern, 7 Prozent Euronesiern (sowohl samoanische als auch europäische Vorfahren) sowie 0,5 Prozent Europäern zusammen (geschätzt). Etwa 1200 Ausländer leben in Samoa (Stand 2021). Anteilig sind dies nicht mehr als zur Kolonialzeit. Damals kamen in Deutsch-Samoa auf etwa 24.000 Samoaner etwa 300 Deutsche und etwa 300 andere Ausländer.
Auf Samoa lebten im Jahr 2021 205.557 Einwohner; 104.853 Männer und 100.704 Frauen (alle Zahlen: Volkszählung 2021), davon sind 38,5 Prozent (41.365 männlich, 37.714 weiblich) maximal 14 Jahre alt, 55,9 Prozent (58.163 m., 56.766 w.) sind zwischen 15 und 64 und 5,5 Prozent älter als 65. Das Durchschnittsalter der Samoaner beträgt 20,8 Jahre (Männer 21,0, Frauen 20,5 Jahre). Die Anzahl der Geburten pro Frau lag 2020 statistisch bei 3,8. Im Jahr 2006 war die Sterberate 0,7 Prozent, die Kindersterblichkeit (bis ein Jahr) 2,4 Prozent der Lebendgeburten. Durchschnittlich bekommt eine Frau 4,2 Kinder. Sehr viele Samoaner leben im Ausland, allein in Neuseeland etwa 130.000. Die Lebenserwartung der Einwohner Samoas ab der Geburt lag 2020 bei 73,5 Jahren (Frauen: 75,6, Männer: 71,4) Die Alphabetisierungsrate liegt bei 98,7 Prozent (2006).

### Einwohnerentwicklung
| Jahr      | 1950   | 1960    | 1970    | 1980    | 1990    | 2000    | 2010    | 2020    |
| --------- | ------ | ------- | ------- | ------- | ------- | ------- | ------- | ------- |
| Einwohner | 82.097 | 108.646 | 143.176 | 155.557 | 162.866 | 174.610 | 186.205 | 198.000 |

### Sprachen
Amtssprachen in Samoa sind Samoanisch (eine polynesische Sprache) und Englisch.

### Religion
Ungefähr 98,4 Prozent der Bevölkerung sind Christen. Viele traditionelle Vorstellungen wie der Glaube an böse Geister bestehen weiterhin, sind jedoch in die christliche Glaubenswelt eingebunden. Ein Gründungsmythos Sina und der Aal findet sich in der Überlieferung.
| Kirche bzw. Glaube                                | Anteil |
| ------------------------------------------------- | ------ |
| Congregational Christian Church in Samoa          | 33,6 % |
| Römisch-katholische Kirche                        | 19,4 % |
| Methodisten                                       | 14,3 % |
| Kirche Jesu Christi der Heiligen der Letzten Tage | 13,3 % |
| Assembly of God                                   | 6,9 %  |
| Siebenten-Tags-Adventisten                        | 3,5 %  |
| Zeugen Jehovas                                    | 0,8 %  |
| Bahai                                             | 0,4 %  |
| Neuapostolische Kirche                            | 0,4 %  |
| Andere                                            | 7,4 %  |

### Bildung
Samoa betreibt zusammen mit elf weiteren Inselstaaten die University of the South Pacific (USP), deren Campus mit dem Institute for Research, Extension and Training in Agriculture (IRETA) sich in Alafua etwas außerhalb der Hauptstadt Apia befindet. In Apia befindet sich die 1984 gegründete National University of Samoa (NUS; samoanisch: Le Iunivesitē Aoao o Sāmoa).
Samoa verzeichnet zudem eine Alphabetisierungsrate von 98 %. In jedem Dorf gibt es Zugang zu einer Primarschule.
Die Schulsprache ist vom ersten bis zum dritten Schuljahr Samoanisch; ab dem vierten bis zum sechsten Schuljahr wird zweisprachig unterrichtet, und anschließend, bis zum achten Schuljahr, vermehrt in englischer Sprache.

### Gesundheit
Samoa lag 2023 in der Liste der fettleibigsten Regionen weltweit auf Rang 9. Menschen die von Übergewicht oder Adipositas betroffen waren, machten 77,6 % der Bevölkerung aus.
Im Zeitraum 1978–2013 stieg die Adipositasrate in Samoa von 27,7 % auf 53,1 % bei Männern (2,3 % pro fünf Jahre) und von 44,4 % auf 76,7 % bei Frauen (4,5 % pro fünf Jahre). Für das Jahr 2020 wurde eine Adipositasprävalenz von 59,0 % bei den Männern und 81,0 % bei den Frauen prognostiziert, womit Adipositas die Hauptursache für Behinderungen in Samoa ist.
Laut Weltgesundheitsorganisation ist die Prävalenz von Adipositas in Samoa das Ergebnis der Entscheidungen einzelner Verbraucher. Zu den strukturellen Faktoren in Samoa gehören jedoch die Verstädterung, die Bevorzugung der Lohnarbeit gegenüber der Landwirtschaft, Migration, Geldüberweisungen von Verwandten und Freunden, Armut und billige importierte Lebensmittel. Importierte Lebensmittel sind oft billiger als frische einheimische Lebensmittel, zum Beispiel sind importierte Hühnerteile aus Massentierhaltung viel billiger als lokal gefangener Fisch und andere Meeresfrüchte. Eine Portion Reis oder Weißbrot ist billiger als die gleiche Menge Taro, die früher das Grundnahrungsmittel aller Samoaner war. Die Preise für Erfrischungsgetränke sind fast so hoch wie der Preis für eine Flasche Wasser mit demselben Volumen, und eine grüne Trinkkokosnuss ist nur geringfügig billiger.
95 % der Bevölkerung sind gegen die wichtigsten Krankheiten geimpft.

## Geschichte

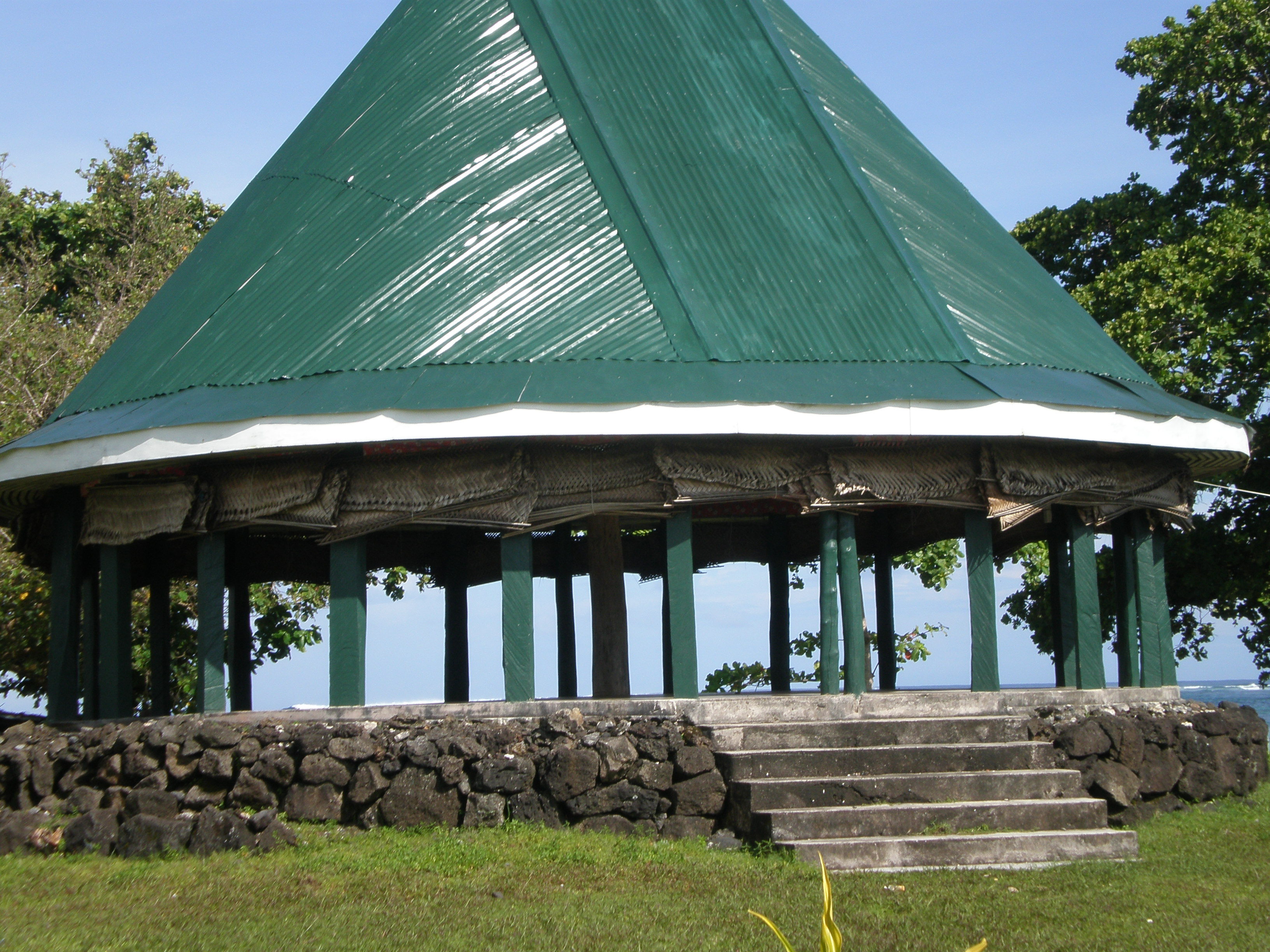
Fale telē, Traditionelles Haus, in Lelepa auf Savaiʻi, 2009

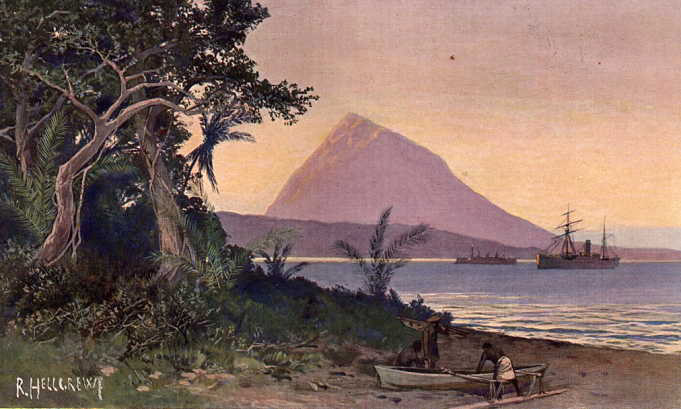
Darstellung des Hafens von Saluafata, 1908

Die Geschichte der Besiedlung Samoas ist unsicher. Die früheste Besiedlung ist für etwa 1000 v. Chr. durch die Datierung von Tonscherben der Lapita-Kultur nachgewiesen worden. Intensive Beziehungen mit Tonga und Fidschi existierten schon seit 200 v. Chr. Von 940 bis 1250 beherrschte Tonga Samoa.
Der erste Europäer, der Samoa erreichte, war der Niederländer Jakob Roggeveen 1722. Aber erst die Missionare der britischen London Missionary Society (LMS) begründeten ab 1830 die (vorübergehende) Vorherrschaft Europas über Samoa und christianisierten die Einwohner schnell. Eine amerikanische Expedition unter Charles Wilkes erreichte Samoa 1839 und hinterließ einen Konsul. Die Briten eröffneten (wahrscheinlich) 1847 ein Konsulat. 1855 erkundete der Kaufmann August Unshelm (1824–1864) im Auftrag des Hamburger Handelshauses Joh. Ces. Godeffroy & Sohn Samoa. Zwei Jahre darauf gründete er in Apia auf der Insel Upolu eine zentrale Niederlassung der Firma. 1861 ernannte ihn der Hamburgische Senat zum Konsul.
Das Hamburger Handelshaus Joh. Ces. Godeffroy dominierte bereits nach wenigen Jahren den Handel mit Samoa, wobei der Export von Kopra, das der Ölgewinnung diente, zunehmend an Bedeutung gewann. Die steigende Nachfrage nach diesem Rohstoff führte 1865 zur Anlage der ersten Kokos-Plantage durch den neuen Niederlassungsleiter Theodor Weber. Das florierende Geschäft rief zu Beginn der 1870er Jahre weitere Hamburger Handelsfirmen auf den Plan, darunter die Firma „Ruge, Hedemann & Co.“ als Vertreter von „Wachsmuth & Krogmann“ (gegründet 1797). In der Folge verschärfte sich die Konkurrenzsituation zwischen den drei ausländischen Mächten USA, Großbritannien und Deutschland (später die Three Powers genannt), wobei man sich zum Schutz der jeweiligen nationalen Interessen gerne der Mittel der sogenannten Kanonenbootpolitik (zuletzt im Konflikt um Samoa) bediente.

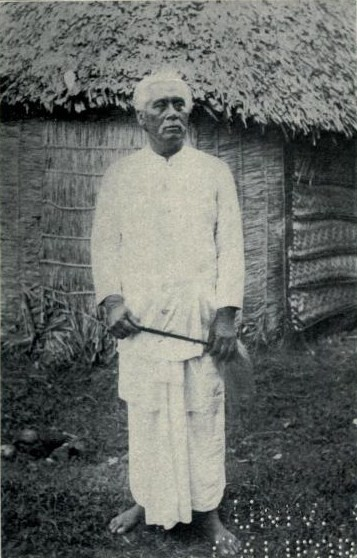
Mataafa Josefo, Oberhäuptling und Stammesführer

1878 erhielten die Vereinigten Staaten den Hafen Pago Pago auf Tutuila (Ostsamoa). Ein Jahr darauf erhielt Deutschland einen Hafen bei Apia auf Upolu (Westsamoa). Der deutsche Arzt und Sammler Bernhard Funk verfasste ein deutsch-samoanisches Wörterbuch. Der kleine Reichspostdampfer Lübeck des Norddeutschen Lloyd startete am 7. September 1886 in Sydney erstmals auf der vereinbarten Zweiglinie nach Tonga und Apia. Im Frühjahr 1893 wurde dieser Dienst wieder aufgegeben. Wilhelm Knappe, der Nachfolger des deutschen Konsuls Eugen Brandeis, verursachte 1888/89 innere Spannungen, die schließlich zum „Samoa-Krieg“ führten. Nachdem ein Zyklon vom 13. bis 17. März die in der Bucht vor Anker liegenden Kriegsschiffe Deutschlands und der Vereinigten Staaten zerstört hatte, kam es am 14. Juni 1889 zur Berliner Samoa-Konferenz mit Deutschland, dem Vereinigten Königreich und den Vereinigten Staaten. Das Samoa-Abkommen von Berlin (Berlin Treatey) legte die langjährigen Machtkämpfe zunächst bei und erkannte Samoa als formal unabhängiges Königreich unter dem Protektorat der drei Mächte (Three Powers) an.
Spätestens nach dem Tod von König Malietoa Laupepa, des ersten und einzigen Königs Samoas, im Jahre 1898 war der Frieden wieder vorbei. Wieder gab es mehr als zwei Thronanwärter, und es kam erneut zum Kampf und zur Konfrontation der drei „Schutzmächte“ (siehe Mataafa Josefo). 1899 einigte man sich im Samoa-Vertrag auf die Zweiteilung der Inselgruppe zwischen Deutschland und den USA und entschädigte Großbritannien mit anderen pazifischen Inseln.

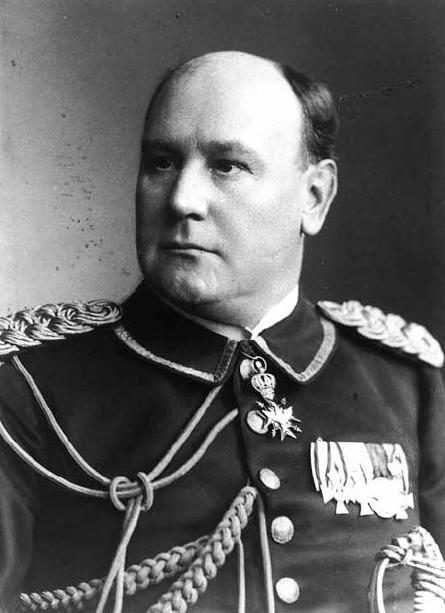
Wilhelm Solf, Gouverneur von Samoa 1900–1910

Am 17. Februar 1900 wurde Ostsamoa amerikanisches Territorium, das später den Namen „Amerikanisch-Samoa“ (American Samoa) erhielt. Westsamoa wurde zur deutschen Kolonie Samoa und Wilhelm Solf zum Gouverneur.
1903 Gründung der Bewegung Mau, die sich unter dem Motto „Sāmoa mo Sāmoa“ (Samoa den Samoanern) für die Unabhängigkeit einsetzte. Die deutschen Kolonialbehörden unterdrückten den Widerstand, allerdings ohne Blutvergießen, internierten und deportierten die Führer der Mau, was aber letztlich zur Stärkung der Bewegung führte. Unter der neuseeländischen Herrschaft nahm der (gewaltlose) Widerstand weiter zu.
Zu Beginn des Ersten Weltkriegs besetzte Neuseeland Westsamoa und erhielt es 1920 als Völkerbundmandat, 1946 als Treuhandgebiet.
1918 starb rund ein Drittel der westsamoanischen Bevölkerung an der Spanischen Grippe, nachdem der neuseeländische Militärbefehlshaber ein Quarantäneschiff in Apia hatte anlegen lassen, das die Seuche ins Land eingeschleppte. Im Dezember 1928 lösten neuseeländische Soldaten eine friedliche Massendemonstration gegen die neuseeländische Besetzung gewaltsam auf und töteten 11 Demonstranten, darunter Tupua Tamasese Lealofi III., den Führer der samoanischen Unabhängigkeitsbewegung, und verletzten mehr als 50 Menschen. 2002 entschuldigte sich Helen Clark, Premierministerin Neuseelands, offiziell für die „inkompetente und unangemessene Behandlung Samoas während der ersten Jahre neuseeländischer Verwaltung“.
Am 1. Januar 1962 wurde Westsamoa als erstes Land Polynesiens wieder unabhängig. Zu Staatsoberhäuptern wurden Malietoa Tanumafili II. und Tupua Tamasese Meaʻole gewählt. Nach dem Tod von Tupua Tamasese Meaʻole am 5. April 1963 wurde Malietoa Tanumafili II. auf Lebenszeit zum Staatsoberhaupt gewählt. Malietoa Tanumafili II. bekannte sich als weltweit erstes regierendes Staatsoberhaupt zur Bahai-Religion. Seit dem Tod von Malietoa Tanumafili II. am 11. Mai 2007 wird das Staatsoberhaupt nur noch für eine Wahlperiode von fünf Jahren gewählt. 1970 wurde Samoa Mitglied des Commonwealth of Nations und Staatsname 1997 von „Westsamoa“ zu „Samoa“ geändert.
Ein Erdbeben am 29. September 2009 mit Epizentrum rund 200 Kilometer südsüdwestlich von Apia mit der Stärke 8,0 Mw auf der Momenten-Magnituden-Skala löste einen Tsunami aus, der große Teile der Südküste Upolus sowie einen Teil der Insel Manono überschwemmte, es entstanden schwere Sachschäden und mindestens 154 Personen starben. Der Tsunami-Warndienst im Südpazifik hatte eine Warnung über SMS herausgegeben, die Flutwelle war jedoch schon nach 15 Minuten aufgelaufen, so dass sich viele Menschen nicht mehr in Sicherheit bringen konnten.
Durch die politische Einflussnahme der USA wurde Samoa am 4. Juli 1892 der östlichen Seite der Datumsgrenze zugeordnet. Um jedoch die Beziehungen zu Neuseeland zu verbessern, wechselte Samoa Ende 2011 zusammen mit dem zu Neuseeland gehörenden Tokelau zurück auf die westliche Seite der Datumsgrenze, indem der 30. Dezember übersprungen wurde.
Ende 2019 kam es auf Samoa zu einer schweren Masernepidemie mit über 5000 gemeldeten Masernfällen, 81 Personen (meist Säuglinge und Kleinkinder) starben daran. Grund waren sehr niedrige Impfquoten, verursacht durch Vertrauensverlust und Propaganda von Impfgegnern. 2018 hatten zwei Krankenschwestern MMR-Impfstoffe falsch zubereitet, so dass es zu Todesfällen nach Impfungen gekommen war; sie wurden wegen fahrlässiger Tötung verurteilt.

## Politik

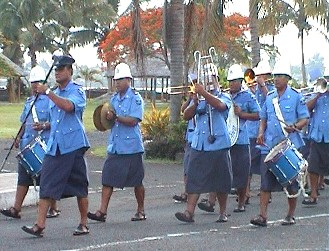
Polizeikapelle in Apia

### Staatsrecht
Nach der 1962 in Kraft getretenen Verfassung ist Samoa eine parlamentarische Demokratie. Seit 1970 ist Samoa Mitglied des Commonwealth, seit 1976 auch der UNO.
Das Parlament wählt das Staatsoberhaupt auf fünf Jahre. Allerdings waren die beiden ersten Amtsinhaber, unter ihnen Malietoa Tanumafili II., Staatsoberhaupt auf Lebenszeit. Die Bezeichnung des Staatsoberhaupts lautet O le Ao o le Mālō. Einen Überblick über die bisherigen Amtsträger bietet die Liste der Staatsoberhäupter von Samoa.
Die Legislative liegt beim Parlament (Fono), das 49 Abgeordnete umfasst und alle Einwohner ab 21 Jahren demokratisch wählen – Frauenwahlrecht erst ab 1990. Wählbar sind nur Matai (von den Großfamilien ernannte Familienoberhäupter). Unter ihnen werden 47 Abgeordnete gewählt. Die restlichen zwei Abgeordneten wählen Samoaner, die nicht an das Matai-System gebunden sind.
Die Exekutive liegt bei der Regierung unter Vorsitz des Premierministers. Einen Überblick über die bisherigen Amtsträger bietet die Liste der Premierminister von Samoa. Bei den Parlamentswahlen 2021 lag die neugegründete FAST-Partei bei der Sitzverteilung im Parlament gleichauf mit der zuvor jahrzehntelang regierenden HRPP. Infolge einer gemeinsam mit einem unabhängigen Abgeordneten erzielten Mehrheit wurde Fiame Naomi Mataʻafa als Premierministerin ernannt.
Das Oberste Gericht (Supreme Court) hat höchste Entscheidungsbefugnis in zivil-, straf- und verfassungsrechtlichen Fragen. Seinen Vorsitzenden ernennt das Staatsoberhaupt auf Vorschlag des Premierministers.

### Polizei und Militär
Der Samoa Police Service ist seinem Charakter nach eine zivile Polizei und umfasst ca. 500 Polizeibeamte, die in der Regel unbewaffnet ihren Aufgaben nachgehen. Allerdings verfügt die
Polizei über Kleinwaffen in ihrem Arsenal. Die Royal Samoan Police Band übernimmt zeremonielle Aufgaben z. B. bei Staatsempfängen.
Der Samoa Police Service betreibt zudem das Patrouillenboot Nafanua II der Guardian-Klasse. Am 2. April 2019 verlangte der Police Commissioner Fuiavailili Egon Keil, die Schiffe zur Sicherheit der Besatzung mit einem Maschinengewehrstand auszustatten. Australien rüstete die Boote daher so aus, dass ein Maschinengewehr sowie eine größere Kanone mit einem Kaliber bis 30 mm installiert werden kann. Die ursprüngliche Nafanua und ihre Schwesterschiffe wurden nur mit Kleinwaffen ausgestattet.
Samoa hat keine eigenen Streitkräfte. Neuseeland hat sich in dem Freundschaftsvertrag von 1962 verpflichtet, jedes Hilfeersuchen Samoas zu prüfen. Gegenwärtig hat Samoa keine internationalen Konflikte.

### Frauenwahlrecht
1948, noch unter neuseeländischer Verwaltung, erhielten Frauen ein eingeschränktes Wahlrecht auf nationaler Ebene: Nur Clanoberhäupter, genannt Matai, und Nichtsamoanerinnen und -samoaner (europäischer oder chinesischer Abstimmung), die alle Formalitäten zur Erlangung von Staatsbürgerschaft und Aufenthaltsrecht erfüllt hatten, durften wählen. Nach der Unabhängigkeit war das Wahlrecht zwischen 1962 und 1990 auf die Matai beschränkt. Nur zwei der insgesamt 49 Mitglieder der gesetzgebenden Versammlung (Fono) wurden nach allgemeinem Wahlrecht gewählt. Die große Mehrheit der Matai waren immer Männer. Seit den 1960er Jahren hatte aber der Bildungsaufstieg der Frauen, der zu höheren Bildungsabschlüssen und Qualifikationen geführt hatte, die Zahl der weiblichen Matai vergrößert. Nur eine kleine Zahl von Frauen waren seit 1962 in die gesetzgebende Versammlung gewählt worden. Das Referendum vom Oktober 1990 führte das allgemeine Wahlrecht ein. Die ersten Wahlen unter dem veränderten Bedingungen wurden im April 1991 abgehalten. Davor hatten nur Clanoberhäupter das aktive und passive Wahlrecht.

### Politische Indizes
| Name des Index               | Indexwert    | Weltweiter Rang | Interpretationshilfe | Jahr |
| ---------------------------- | ------------ | --------------- | --- | ---- |
| Fragile States Index         | 63,9 von 120 | 101 von 179     | Stabilität des Landes: Warnung 0 = sehr nachhaltig / 120 = sehr alarmierend Rang: 1 = fragilstes Land / 179 = stabilstes Land | 2024 |
| Freedom in the World Index   | 84 von 100   | —               | Freiheitsstatus: frei 0 = unfrei / 100 = frei                                                                                 | 2024 |
| Rangliste der Pressefreiheit | 69,3 von 100 | 44 von 180      | Erkennbare Probleme für die Pressefreiheit 100 = gute Lage / 0 = sehr ernste Lage                                             | 2025 |

## Verwaltungsgliederung

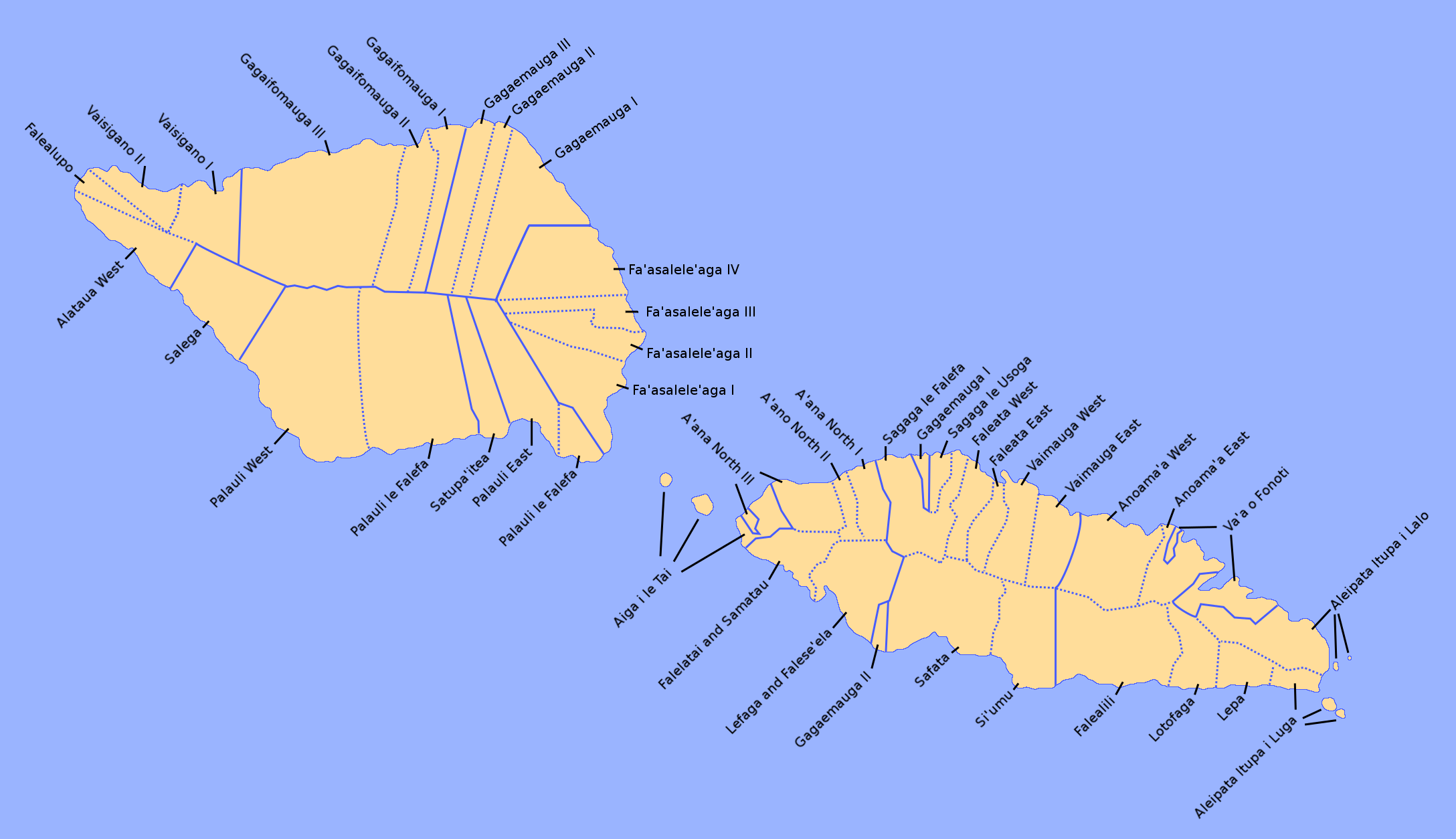
Untergliederung in faipule (Wahlbezirke)

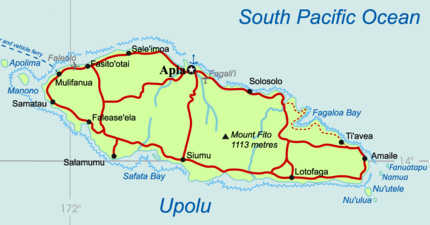
Upolu

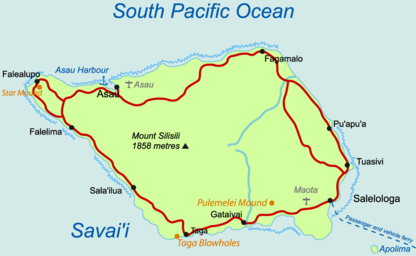
Savaiʻi

Samoa ist in elf politische Bezirke (itūmālō) gegliedert, die teilweise aus räumlich unzusammenhängenden Flächen (Exklaven) bestehen. An diesen orientiert sich die weitere Untergliederung in 41 Wahlbezirke (faipule).
Auf der örtlichen Ebene gibt es etwa 310 Dörfer, einschließlich der rund 45 Dörfer, die das zusammenhängende Stadtgebiet der Hauptstadt Apia bilden, der einzigen Stadt des Landes.
Jedes Dorf ist nach wie vor selbstständig, kann in internen Angelegenheiten frei entscheiden und tut dies. Es gibt weder eine zentrale Stadtverwaltung für Apia, noch Gemeindeverwaltungen der Dörfer oder ein Meldewesen (Personalausweise oder ähnliches). Die Einwohnerentwicklung seit der letzten Volkszählung im Oktober 2001 kann daher nur sehr grob geschätzt werden.

### Upolu
| Lage | Bezirk        | Hauptort               | Fläche / km² | Bevölkerung (2001) |
| ---- | ------------- | ---------------------- | ------------ | ------------------ |
|      | Tuamasaga     | Apia                   | 479          | 83.191             |
|      | Aʻana         | Leulumoega             | 193          | 20.167             |
|      | Aiga-i-le-Tai | Mulifanua              | 27           | 4.508              |
|      | Atua          | Aleipata at Saleaaumua | 413          | 21.168             |
|      | Vaʻa-o-Fonoti | Samamea                | 38           | 1.666              |

### Savaiʻi
| Lage | Bezirk        | Hauptort         | Fläche / km² | Bevölkerung (2001) |
| ---- | ------------- | ---------------- | ------------ | ------------------ |
|      | Faʻasaleleaga | Safotulafai      | 266          | 12.949             |
|      | Gagaʻemauga   | Samalaeʻulu      | 223          | 7.108              |
|      | Gagaʻifomauga | Aʻopo            | 365          | 4.770              |
|      | Vaisigano     | Neiafu           | 178          | 6.643              |
|      | Satupaʻitea   | Satupaʻitea      | 127          | 5.556              |
|      | Palauli       | Vailoa i Palauli | 523          | 8.984              |

Anmerkungen
1. ↑  mit Manono (einschl. Nebeninsel Nuʻulopa) und Apolima
2. ↑  mit den Aleipata-Inseln (die beiden nördlichen Inseln (Fanuatapu und Namua) zum Wahlbezirk faipule Aleipata Itupa-i-lalo, die beiden südlichen (Nuʻutele und Nuʻulua) zu Aleipata Itupa-i-luga) und Nuʻusafeʻe (zu Falealili)
3. ↑  zwei kleinere Exklaven auch auf Upolu: Dörfer Salamumu (mit Salamumu-Utu) im Süden (zu faipule Gagaʻemauga II) und Leauvaa im Norden (zu faipule Gagaʻemauga I)

## Wirtschaft

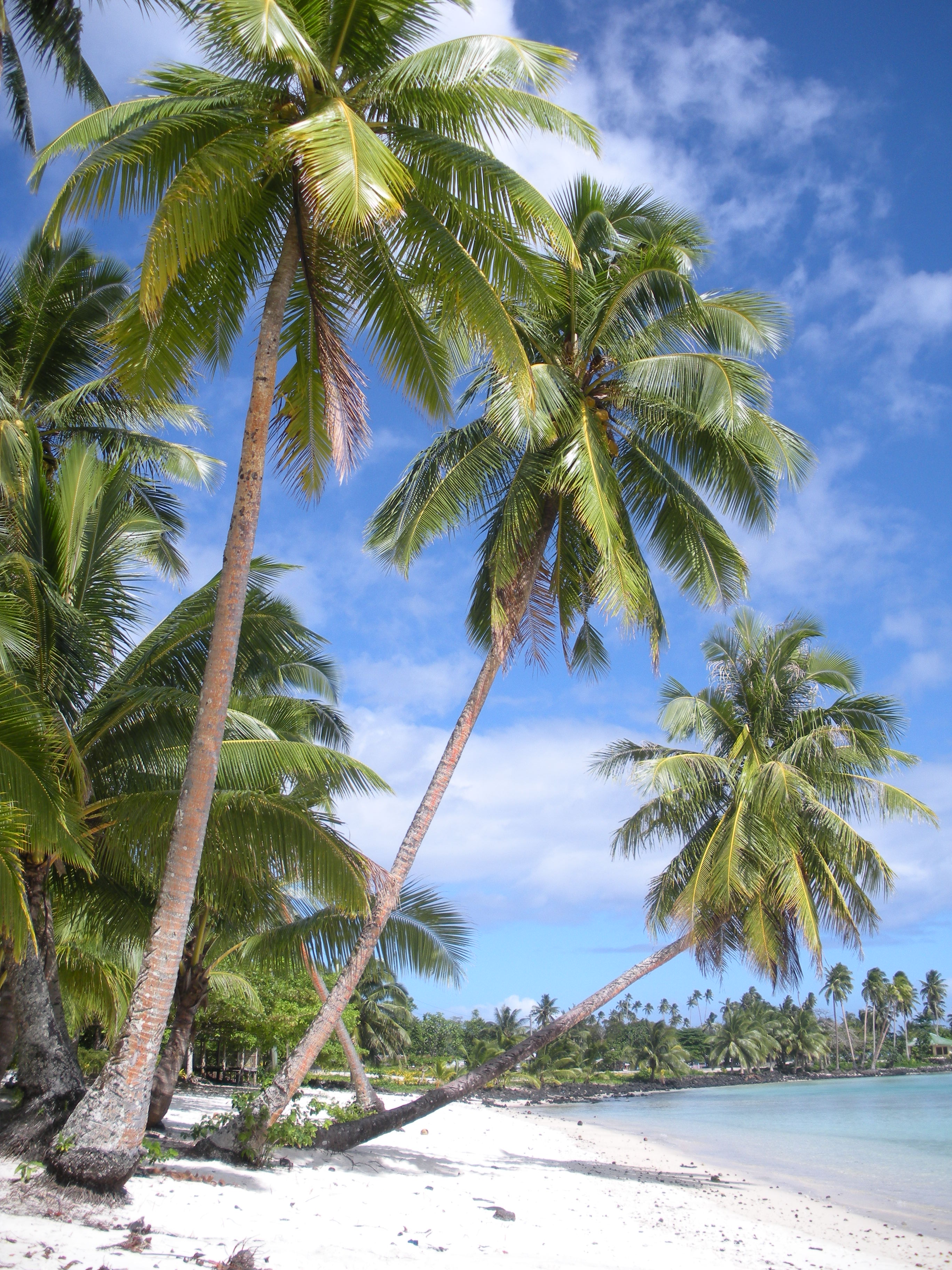
Lefaga-Strand, Insel Upolu

Seit der Kolonialzeit wird in Samoa Plantagenwirtschaft betrieben, Hauptexportprodukt vor 1914 war Kopra. Die Landwirtschaft beschäftigt noch zwei Drittel aller Samoaner. Aber am Bruttoinlandsprodukt ist die Landwirtschaft nur mit etwa 14 Prozent beteiligt. Die landwirtschaftliche Nutzfläche beträgt 21 Prozent des Landes. Neben Kokospalmen werden insbesondere Bananen, Taro, Yams, Kaffee und Kakao angebaut.
Nicht wenige Menschen in Samoa widmen sich haupt- oder nebenberuflich in Form von Subsistenzwirtschaft der Landwirtschaft und der Fischerei.
2020 diente in Samoa eine Fläche von 27.492 ha dem Anbau von Kokospalmen,
und 182.672 Tonnen Kopra wurden geerntet.
Bananen wurden 2020 auf einer Fläche von 3.109 ha angebaut,
und 23.404 Tonnen Bananen wurden geerntet.
Die Landwirtschaft wurde 1990 durch Wirbelstürme schwer getroffen. Ein Virusbefall der Taro kam 1993 hinzu.
Die Industrie besteht insbesondere aus der Herstellung von Autoteilen, Holzverarbeitung zu Baumaterial sowie Zigarettenproduktion aus importiertem Tabak. Die Industrie erwirtschaftet etwa 23 Prozent des Bruttoinlandsproduktes. Die Autoteile werden von Yazaki Samoa Ltd. (japanische Herkunft) produziert, mit 2500 bis 3000 Beschäftigten der größte industrielle Arbeitgeber Samoas. Allerdings traf die Asienkrise von 1998 auch hier. Zudem fehlen durch die starke Abwanderung ins Ausland qualifizierte Arbeitskräfte. Der Tourismus entwickelt sich zu einer wichtigen Einnahmequelle und erholt sich langsam von dem Einbruch nach dem 11. September 2001 (etwa 90.000 Besucher 2003, die meisten davon Auslandssamoaner aus Amerikanisch-Samoa und Neuseeland). Der gesamte Dienstleistungssektor macht 63 Prozent des Bruttoinlandsproduktes aus.
Exportiert werden insbesondere Fisch, Autoteile und Bier, in sehr geringen Mengen nur noch landwirtschaftliche Produkte. Starke Zuwächse verzeichnen Exporte von Arzneipflanzen (Kava, Nonu). Importiert werden insbesondere Maschinen und Nahrung. Die Handelspartner sind überwiegend Neuseeland, Australien und andere pazifische Nachbarstaaten. Die Zahlen schwanken jedoch erheblich. Die Wirtschaft wird stark von im Ausland arbeitenden Samoanern getragen, die Devisen ins Land bringen. Es gibt eine starke inländische Unterbeschäftigung. Samoa bekommt beträchtliche Entwicklungshilfe, überwiegend aus Neuseeland, Australien, China und Japan. Die EU ist mit Mitteln zur Verbesserung der Wasserversorgung sowie zur Stärkung dörflicher Initiativen (Micro-Projects) beteiligt.
Das kaufkraftbereinigte Bruttoinlandsprodukt betrug 2009 1,025 Milliarden US-Dollar, pro Einwohner 5400 US-Dollar.
2020 betrug der Anteil der Staatsausgaben (in % des BIP) folgender Bereiche:
- Gesundheit: 5,3 %
- Bildung: 4,8 %
- Militär: 0,0 % (Samoa hat kein Militär im eigentlichen Sinne, es besteht ein Abkommen mit Neuseeland)

Samoa wird von den Vereinten Nationen zu den „Least Developed Countries“, den am wenigsten entwickelten Ländern, gezählt. Laut Internationalem Währungsfonds (IWF) lag die Inflation 2012 bei durchschnittlich 6,5 Prozent. Die Arbeitslosenquote, soweit sie nach den Kriterien eines Industrielandes erfasst würde, läge wohl bei 60 bis 70 Prozent. Samoa erhält Subventionen von anderen Staaten und internationalen Organisationen. Hauptgeldgeber ist die letzte Kolonialmacht Neuseeland. Daneben gäben Australien, Japan und die Europäische Union Geld und ein wenig die USA. Aber es komme auch Geld aus China, allerdings selten Bargeld. Die Chinesen würden lieber Krankenhäuser, Schulen, Regierungsgebäude oder Sportkomplexe auf Samoa errichten.
Da es auf Samoa kaum Arbeitsplätze gibt, leben weit mehr Samoaner außer Landes, wobei es die meisten nach Neuseeland zieht. Der Mindestlohn liegt bei 2,50 Tālā pro Stunde (knapp ein Euro). Der größte industrielle Arbeitgeber war der japanische Autozulieferer Yazaki, der bis zu 3000 Menschen Arbeit gab. Nachdem Anfang 2014 nach General Motors und Ford auch Toyota die Produktion in Australien komplett eingestellt hatte, schloss Yazaki sein Werk auf Samoa.

## Verkehr

### Straßenverkehr

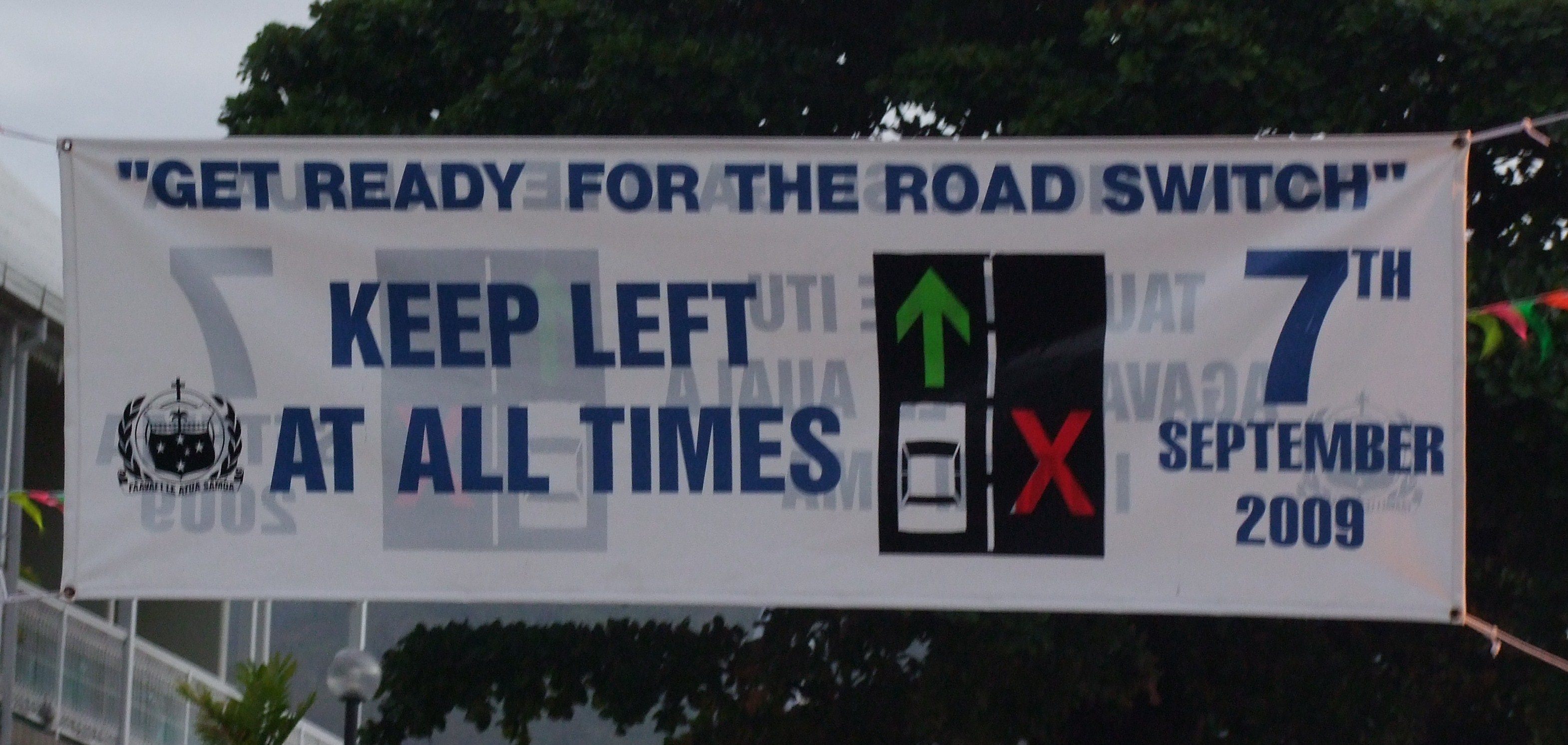
Plakat über einer Straße in Apia, das die Bevölkerung auf den Wechsel von Rechts- auf Linksverkehr vorbereiten sollte

Das Land stellte am 7. September 2009 um 6 Uhr von Rechts- auf Linksverkehr um. Samoas Premierminister Malielegaoi begründete die Maßnahme damit, der Bevölkerung den günstigeren Import von rechtsgelenkten Fahrzeugen aus Australien, Neuseeland und Japan zu ermöglichen, wo ebenfalls Linksverkehr gilt. Bislang wurden viele Autos unter anderem aus den USA importiert. Die Umstellung stieß im Vorfeld auf breite Ablehnung. Die Initiative People Against Switching Sides forderte sogar den Rücktritt der Regierung.

### Luftverkehr
Der inländische und ausländische Luftverkehr wird von Air New Zealand, Samoa Airways, Fiji Airways sowie Inter Island Airways am internationalen Flughafen Apia-Faleolo (IATA-Flughafencode APW) abgewickelt. Ein weiterer internationaler Flughafen, Apia-Fagaliʻi (IATA-Flughafencode FGI), 5 km von Apia gelegen, war einige Jahre geschlossen und wird seit 1. Juli 2009 wieder von Polynesian Airlines für ihre Verbindungen ins nahe gelegene Amerikanisch-Samoa genutzt.

### Eisenbahnverkehr
Mit Ausnahme der von den Deutschen gebauten und während des Ersten Weltkriegs durch die Neuseeländer betriebenen Telefunkeneisenbahn gibt es auf Samoa keinen Eisen- oder Straßenbahnverkehr.

## Kultur
Samoa ist Mitgliedsstaat der UNESCO-Welterbekonvention. Bis 2023 wurde allerdings noch keine Stätte als UNESCO-Welterbe anerkannt. Seit 2006 stehen zwei Stätten auf der Tentativliste: das „Schutzgebiet Fagaloa Bay – Uafato Tiavea“ und die „Kulturlandschaft der Inseln Manono, Apolima und Nuʻulopa“.
Als Immaterielles Kulturerbe wurde 2019 der Titel „Die ʻIe Sāmoa-Matte und ihr kultureller Wert“ in die Repräsentative Liste des immateriellen Kulturerbes der Menschheit aufgenommen. Diese glänzenden Matten werden aufwändig aus feinen Pflanzenfasern gewebt und stellen im gesellschaftlichen Leben einen besonderen Wert dar.

## Sport

### Rugby

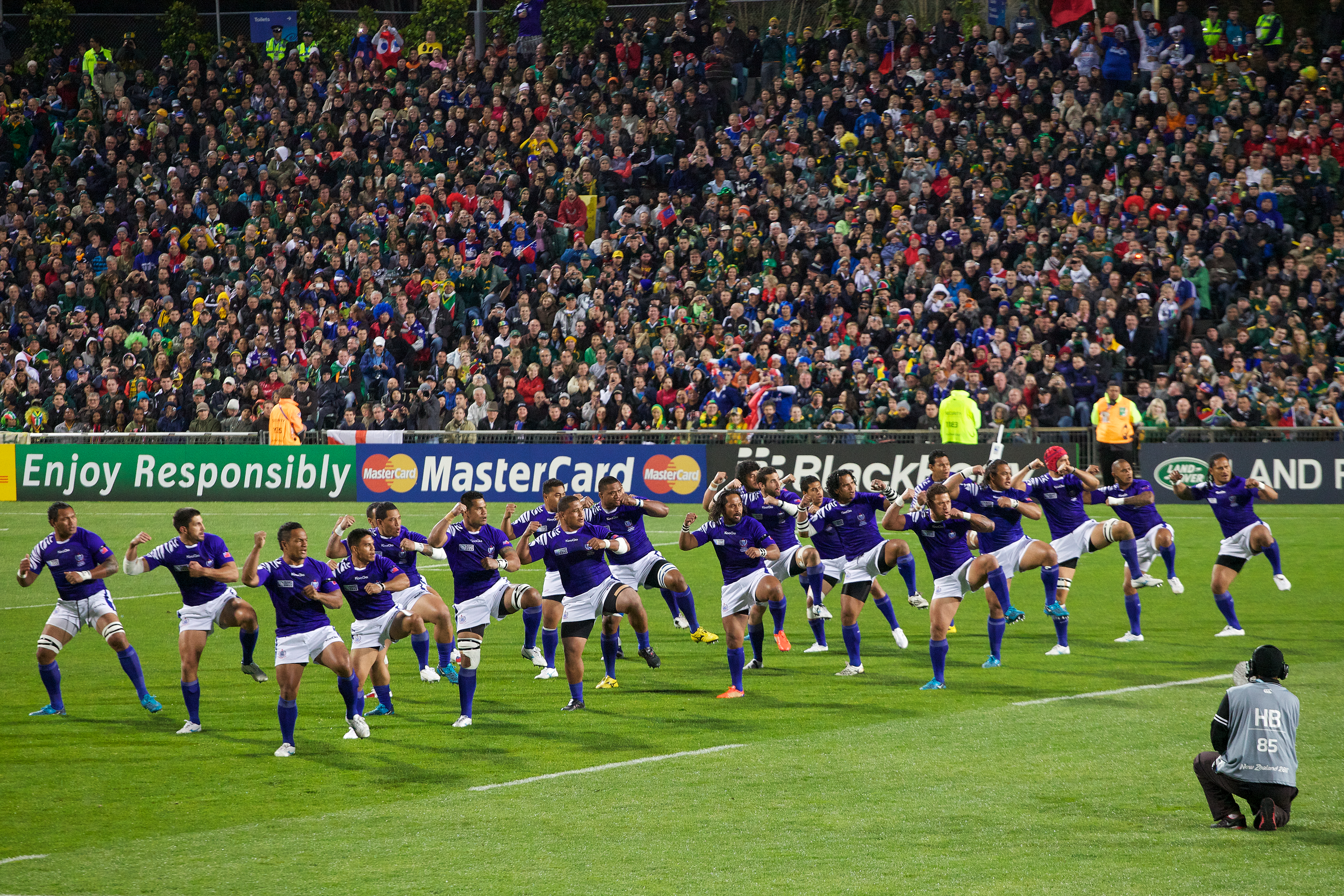
Samoas Siva Tau vor dem WM-Spiel gegen Südafrika 2011

Samoa ist eines der wenigen Länder, in denen Rugby Union Nationalsport ist, nur in den Cookinseln, Fidschi, Neuseeland, Tonga und Wales ist dieser Sport ähnlich beliebt. Rugby hielt nach dem Ersten Weltkrieg mit der neuen Kolonialmacht Neuseeland, das zu den führenden Nationen in diesem Sport zählt, Einzug. 1924 wurde der Verband „Western Samoa Rugby Football Union“ gegründet und ein erstes Länderspiel gegen Fidschi veranstaltet. Seit 1991 konnte sich die Rugby-Nationalmannschaft der Männer stets für die alle vier Jahre stattfindenden Rugby-Union-Weltmeisterschaften qualifizieren und zog 1991 sowie 1995 jeweils ins Viertelfinale ein. Erstmals konnte sich für die Weltmeisterschaften 2014 auch die Frauen-Rugby-Nationalmannschaft qualifizieren. Bei fast 200.000 Einwohnern ist die Auswahl an verfügbaren talentierten Spielern im Vergleich zu anderen Ländern sehr klein, dennoch gehört Samoa konstant zu den fünfzehn besten Nationalmannschaften und ist durchaus konkurrenzfähig. Allerdings gehen dem Land zahlreiche Talente gleich wieder verloren, da sie meist in den Profiligen Australiens, Europas, Japans oder Neuseelands spielen und oft vom jeweiligen Zielland eingebürgert werden. Gemäß den Regeln von World Rugby genügt auch ein während fünf Jahren ununterbrochener Wohnsitz, um für die Nationalmannschaft eines anderen Landes spielberechtigt zu sein (bis Ende 2020 waren es sogar nur drei Jahre). Seit den 1970er Jahren zieht es besonders viele Samoaner nach Neuseeland. Die bekanntesten neuseeländischen Nationalspieler samoanischer Herkunft sind Jerry Collins, Michael Jones, Chris Masoe, Mils Muliaina, Isaia Toeava und Tana Umaga, während Manu Tuilagi für England spielt.
Die Verbände der pazifischen Staaten sind zu schwach, um den Abgang von Talenten aufhalten zu können. Bisweilen wird das systematische Abwerben ironisch mit dem Blackbirding im 19. Jahrhundert verglichen. Samoaner, die für ihr eigenes Land antreten, können zudem nicht immer frei eingesetzt werden, weil vor allem englische Vereine zögerlich bei der Gewährung von Freigaben für Länderspiele sind. Abhilfe schaffen soll die Profimannschaft Moana Pasifika, die seit der Saison 2022 in der internationalen Meisterschaft Super Rugby vertreten ist. Diesem in der neuseeländischen Stadt Auckland ansässigen Team gehören Samoaner und Tongaer sowie Neuseeländer polynesischer Herkunft an; angestrebt wird eine bewusst „pazifische“ Identität. Zu Beginn des Jahres 2022 setzte World Rugby eine neue Regelung in Kraft, die für die pazifischen Staaten als sehr vorteilhaft gilt. Demnach können Nationalspieler einer „großen“ Rugbynation einen Nationenwechsel vollziehen, ungeachtet der Anzahl bisher absolvierter Test Matches. Dazu müssen seit dem letzten Länderspieleinsatz 36 Monate vergangen und der Spieler muss in dem entsprechenden Land geboren sein; ein Wechsel ist auch bei einem dort geborenen Eltern- oder Großelternteil möglich.
Samoa verfügt mit dem Apia Park über eine hochmoderne Rugbyarena, diese steht allerdings die meiste Zeit leer. Es gibt kaum Gegner, welche sich bereit erklären, die weite Reise nach Samoa auf sich zu nehmen. Australien und Neuseeland tragen nur selten Spiele gegen die Inselstaaten aus. Um dennoch Test Matches austragen zu können, wurde vor einiger Zeit das Turnier Pacific Nations Cup (bis 2006 Pacific Tri-Nations) gegründet, in dem u. a. die Nationalteams von Samoa, Fidschi und Tonga gegeneinander antreten.

### Judo-Weltcup
Einmal im Jahr Mitte November findet in Apia ein Judo-Weltcup statt, der Teil der internationalen Turnierserie des IJF ist.

### Fußball
Die samoanische Fußballnationalmannschaft nahm erstmals 1979 als Westsamoa bei den Südpazifikspielen teil und unterlag in ihrem ersten Spiel mit 1:3 gegen die Fußballauswahl von Wallis und Futuna, allerdings wurde das erste von der FIFA anerkannte Länderspiel erst am 1. Juli 1989 ausgetragen. 2011 konnte sich Samoa erstmals für die Fußball-Ozeanienmeisterschaft 2012 qualifizieren, schied aber in der Vorrunde aus.

### Cricket

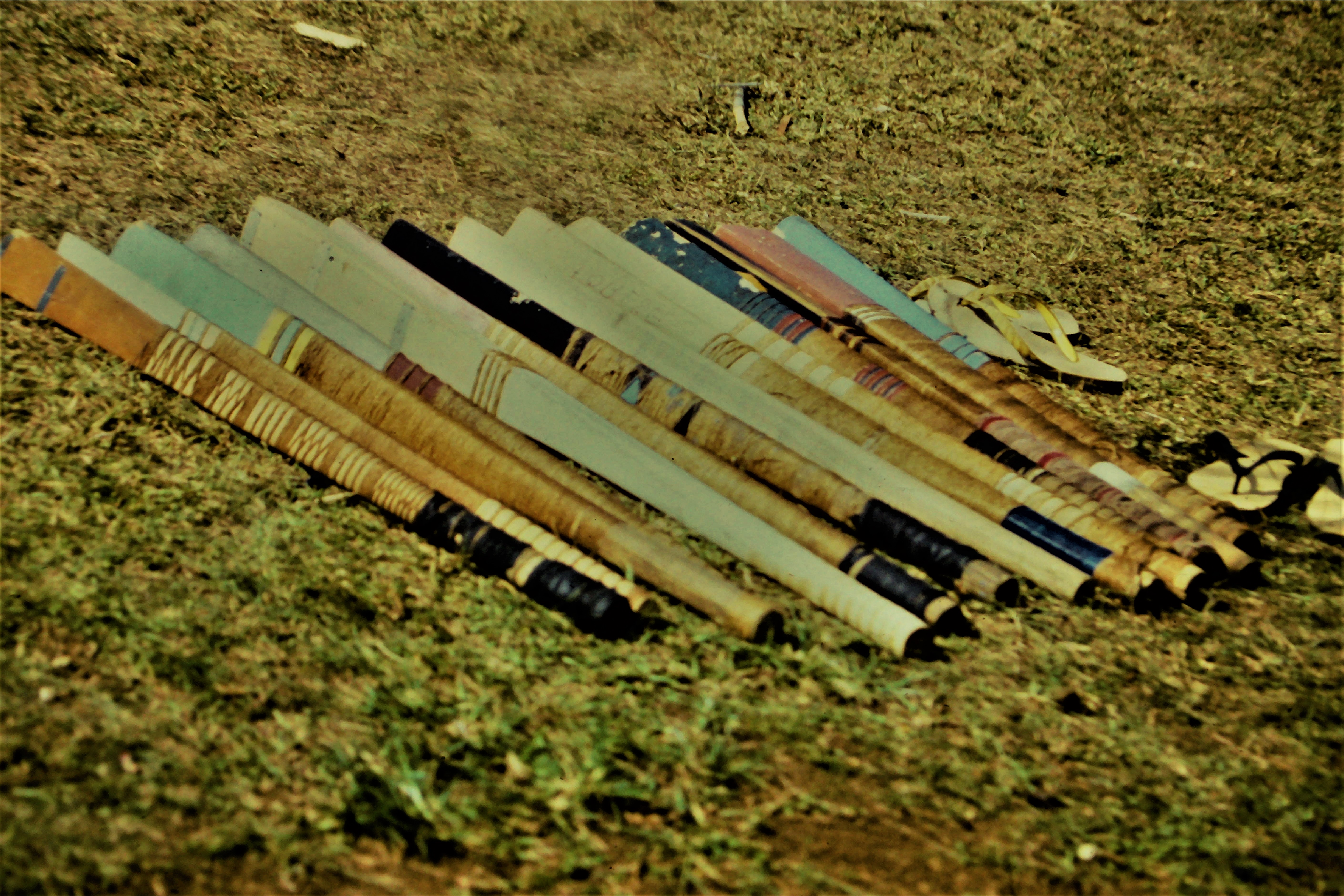
Schläger, wie sie für das samoanische Cricket, kilikiti, verwendet werden

Wie in anderen pazifischen Inselstaaten wird auf Samoa eine traditionelle einheimische Variante des Crickets gespielt, kilikiti genannt. Kilikiti gilt als Nationalsport Samoas. Die Nationalmannschaft spielte bisher jedoch nur gegen „kleinere“ Nationalmannschaften und qualifizierte sich noch nicht für ein internationales Cricketturnier. Dagegen gelang die Qualifikation für den U19 Women’s T20 World Cup 2025.

### Inklusion
Special Olympics Samoa wurde 2009 gegründet und nahm mehrmals an Special-Olympics-Weltspielen teil.